# Adrián Ben
Adrián Ben Montenegro (Viveiro, 4 augustus 1998) is een Spaans atleet  die is gespecialiseerd in de 800 m en de 1500 m . Hij nam eenmaal deel aan de Olympische Spelen en won hierbij geen medaille.

## Biografie
Tijdens de WK van 2019 liep Ben zijn eerste finale op een internationaal kampioenschap: in de finale van de 800 meter was Ben goed voor de zesde plaats. In 2021 nam Ben deel aan de uitgestelde Olympische Spelen van 2020 in Tokio. In de finale van de 800 meter liep Ben naar de 5e plaats.
Tijdens de Europese kampioenschappen indooratletiek 2023 won Ben de gouden plak op de 800 meter.

## Titels
- Europees indoorkampioen 800 m - 2023
- Spaans kampioen 800 m - 2021

## Persoonlijke records

### Outdoor
| Afstand        | Prestatie | Datum            | Plaats       |
| -------------- | --------- | ---------------- | ------------ |
| 500 m          | 1.02,78   | 27 juli 2017     | Pontevedra   |
| 800 m          | 1.43,92   | 24 augustus 2023 | Boedapest    |
| 1500 m         | 3.36,41   | 25 mei 2022      | Huelva       |
| 1 Eng. mijl    | 4.11,47   | 28 juli 2016     | Pontevedra   |
| 2000 m         | 5.09,60   | 18 mei 2019      | Elvissa      |
| 3000 m         | 8.00,42   | 12 mei 2018      | Baie Mahault |
| 5000 m         | 13.45,42  | 25 mei 2019      | Oordegem     |
| 2000 m steeple | 5.45,59   | 19 juli 2015     | Cali         |
| 3000 m steeple | 9.01,40   | 22 mei 2016      | Monzón       |

### Indoor
| Afstand | Prestatie | Datum            | Plaats   |
| ------- | --------- | ---------------- | -------- |
| 800 m   | 1.46,12   | 19 februari 2023 | Madrid   |
| 1500 m  | 3.40,72   | 25 januari 2023  | Valencia |
| 3000 m  | 7.55,75   | 23 januari 2021  | Valencia |

## Prestaties

### 800 m
Kampioenschappen
- 2019: 6e WK - 1.45,58
- 2021: 5e OS - 1.45,96
- 2022: 7e in ½ fin. EK - 1.49,26
- 2022: 4e in reeksen WK - 1.46,71
- 2023:  EK indoor - 1.47,34

### 1500 m
- 2018: 8e in reeksen EK - 3.42,81
- 2019: 4e in reeksen EK Indoor - 3.48,24

### Veldlopen
- 2017: 74e WK - 27,15
- 2022:  EK senioren gemengd